# Яред (музикант)
Яред (амх. ያሬድ, народився 5 квітня 505 року в Аксумі ; † 11 травня 571 року в горах Семєн) — легендарний ефіопський церковний музикант, священик і святий Ефіопської православної церкви часів імперії Аксум . Яред вважається батьком ефіопської церковної музики та засновником традиційної еф

## Життєпис
Яред народився у християнської родині, але мало чого відомо про його сім'ю.Він почав навчатися з шести років. Він мав глибоку пристрасть до музики починаючи із дитинства та складав релігійні гімни та пісні. Він зібрав свої пісні у «Книзі Дігуа» («Пісні скорботи»).
Згідно з легендою Яред був дуже лінивим учнем і дуже погано навчався, за що його вчитель та одночасно його дядя Гідеон часто його гатив. Одного дня Яред не захотів більше терпіти побої та втік. Але, коли він зупинився відпочити, він побачив гусеницю, яка намагалася залізти на древо, але кожного разу падала на землю. Однак вона пробувала знов і знов та нарешті змогла залізти наверх. Тоді Яред зрозумів, що потрібно навчатися старанно, та вивчив усі псалми за один день.
Легенда також розповідає, як Яред став батьком ефіопської церковної музики: коли Яред навчався, аби стати священником, його жінка зрадила його. Тоді Яред вирішив вітомстити коханцю своєї жінки. Коли Яред підстерігав його з луком, Бог послав йому трьох райських птахів. Один із цих птахів заговорив із Яредом людським голосом, аби умовити його не вбивати коханця жінки, або продовжити свій шлях священника. Потім Яреда було піднято на небо, де він почув серафимів і двадцять чотири небесні священики навчили його їхньому співу. Таким чином, легенда пояснює, що ефіопська церковна музика у всіх її вимірах — ноти, спів, інструментальна музика, навіть самі інструменти — походить з неба, а не із землі.
Згідно з іншою легендою, цар Гебре Мескель випадково поранив своїм залізним жезлом ногу Яреда, бо був дуже вражений тим, як Яред співає. Але Яред був дуже захоплений мелодією, тому не помітив болю. Коли цар хотів пробачитися, він казав Яреду, що той може попросити у нього все що завгодно . Тоді Яред відповів: "Відпусти мене, щоб я міг піти і стати ченцем ". Яред покинув царський двір, пішов у пустелю і молився, поки не помер після кількох років у пустелі.

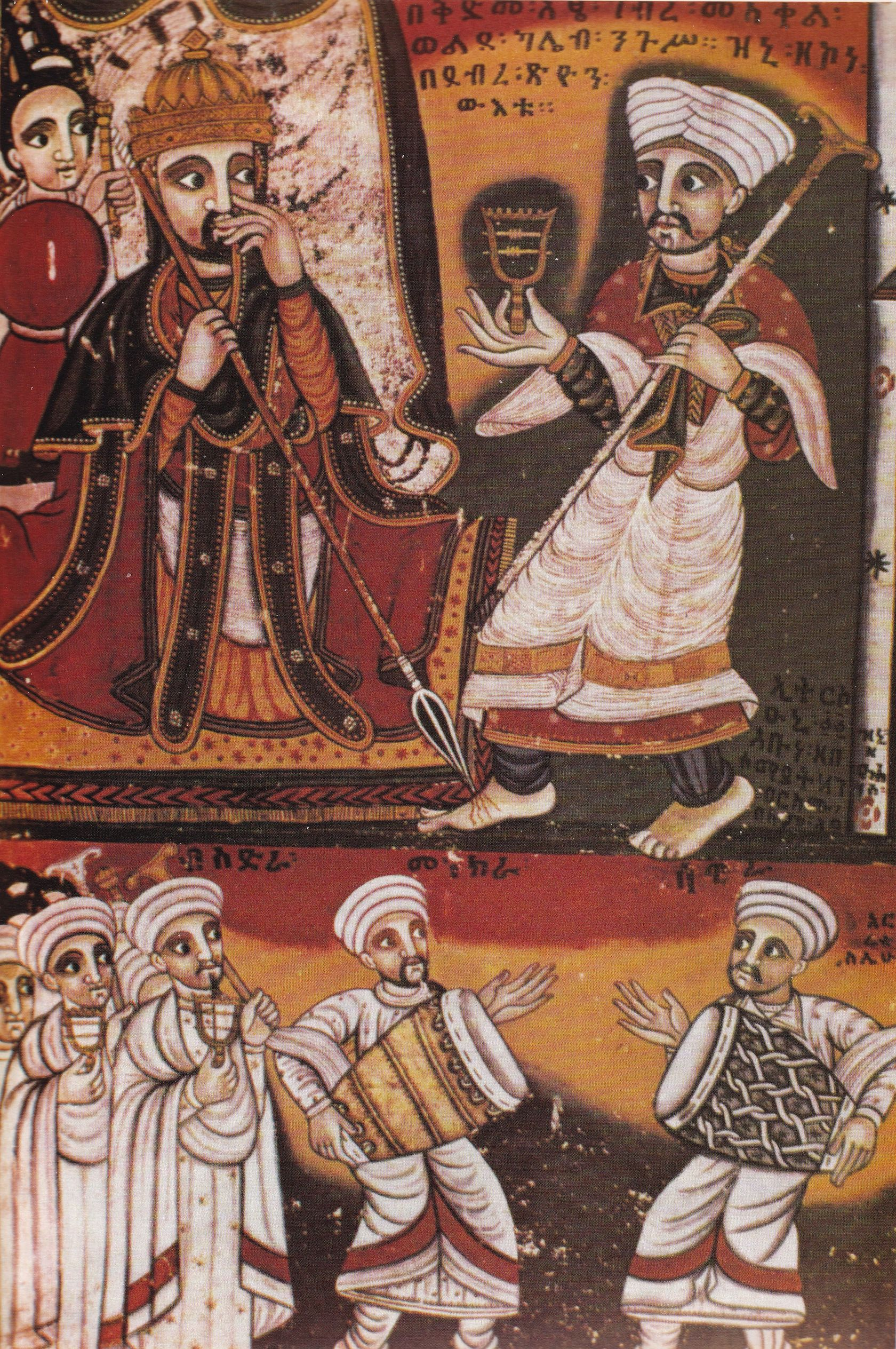
Святий Яред співає для Гебре Мескеля